# ۲۵۲ خیابان ۵۷ شرقی

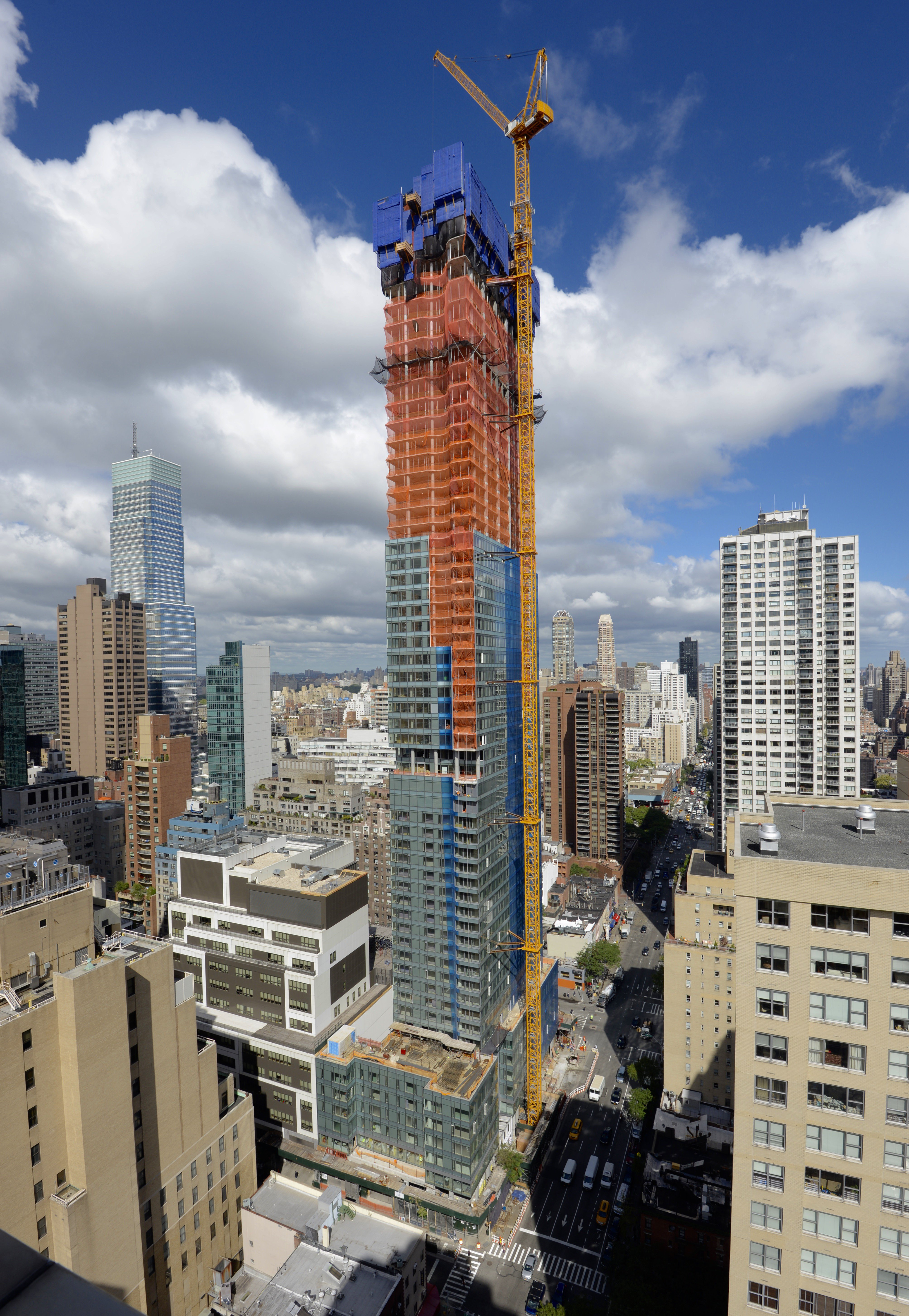
۲۵۲ خیابان ۵۷ شرقی

۲۵۲ خیابان ۵۷ شرقی یک آسمان‌خراش واقع در ایالت نیویورک، ایالات متحده آمریکا می‌باشد. ساخت و ساز این ساختمان ۲۰۱۰ شروع شده‌است. مساحت زیربنای آن ۴۰٬۵۰۰ متر مربع (۴۳۶٬۰۰۰ فوت مربع)، تعداد طبقاتش ۶۵ است.